# Anna Wambrechtsamer

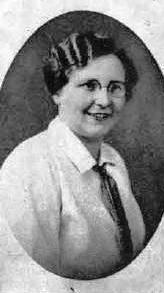
Anna Wambrechtsamer

Anna Wambrechtsamer (auch Ana Wambrechtsamer oder Ana Wambrechtsammer, * 4. Juli 1897 in Montpreis (heute: Planina pri Sevnici), ein Ort in der heutigen Gemeinde Šentjur pri Celju (deutsch: Sankt Georgen bei Cilli), Slowenien; † 4. August 1933 in Graz) war eine slowenisch-österreichische Schriftstellerin.

## Leben
Anna Wambrechtsamer wurde 1897 in der Untersteiermark (heutiges Slowenien), unweit von Cilli (Celje) geboren. Ihr Vater, Friedrich Wambrechtsamer, war Kaufmann, ihre Mutter, Maria Rožanc, eine Postbeamtin. Mit sechs Jahren kam sie in die Volksschule in Montpreis (Planina), mit elf musste sie in die Bürgerschule nach Cilli, wo sie das erste Mal mit den Spannungen zwischen slowenisch- und deutschsprachigen Mitschülern und Mitbürgern konfrontiert wurde. Ihr Leben lang versuchte sie, diese Spannungen zu mindern und das friedliche Miteinander der beiden Volksgruppen zu fördern. Als sie zwölf Jahre alt war, übersiedelte sie mit ihren Eltern nach Brunndorf (Studenci) bei Marburg an der Drau (Maribor). Sie kehrte nur noch in den Ferien nach Montpreis zurück. In dieser Zeit entstanden ihre ersten literarischen Versuche. Mit 14 endete die Bürgerschule; Anna Wambrechtsamer schrieb sich in die Lehrerbildungsanstalt ein, erkrankte jedoch nach zwei Jahren (1913) an einer Lungenentzündung und musste ihre Schulzeit beenden.
Schon in der Volksschulzeit hatte Wambrechtsamer sich Rosa Adamus, die ehemalige Leiterin einer privaten Mädchen-Ausbildungsanstalt in Wien, zu Vorbild und Freundin gewählt, die sie mit Märchen und Mythen, Sprichwörtern und Volksbräuchen zum Interesse an Literatur und Geschichte führte.
Nach dem Tod des Vaters 1914 – sie war 17 Jahre alt – war sie gezwungen, die Laufbahn einer Postbeamtin einzuschlagen, ein Beruf, den sie nie lieben lernte und der sie ihrer Meinung nach nur davon abhielt, Schriftstellerin zu werden.

### Übersiedlung nach Österreich
Als Anna Wambrechtsamer 21 Jahre alt war, brach die alte europäische Weltordnung zusammen; die Untersteiermark fiel an Jugoslawien. Am 8. Dezember 1919 fand sie sich mit ihrer Mutter und zwei Koffern in St. Lambrecht in der Obersteiermark wieder und stand vor einem völligen Neuanfang.
Die reichhaltige Stiftsbibliothek in St. Lambrecht ermöglichte ihr die ersten historischen Studien. Sie lernte Wien kennen. Sie zog nach Graz. Immer noch arbeitete sie daneben bei der Post, diesmal in Frauental an der Laßnitz bei Deutschlandsberg.

### Erste Ehe und Scheidung
Wambrechtsamer suchte nach Möglichkeiten, sich stärker der Schriftstellerei zu widmen. Sie glaubte, diese im Hafen der Ehe zu finden. Im Sommer 1922 heiratete sie den um 20 Jahre älteren Postbeamten Hans Sigmundt. Ohne Zweifel hatte sie ihren Mann anfänglich geliebt; die Hoffnungen, die beide in die Ehe gesetzt hatten, zerrannen jedoch bald wieder. Schließlich wurde Anna Wambrechtsamers Wunsch nach Lösung dieser Bindung so stark, dass sie im Scheidungsverfahren 1924 alle Schuld auf sich nahm.

### Zweite Ehe
Wenig später traf sie „die Liebe ihres Lebens“, Johann Buchenauer, einen Journalisten, einen Mann, der nur einen Fehler hatte: Er war verheiratet und hatte zwei Kinder. Später trat sie für diesen Mann sogar vom katholischen zum evangelischen Glauben über. Er heiratete sie dann auch. Es blieb jedoch keine sehr glückliche Beziehung. Um sich über Wasser zu halten, eröffneten die beiden ein Haushaltswarengeschäft in Graz. Die Arbeitslast blieb fast ausschließlich auf den Schultern von Anna Wambrechtsamer. Trotzdem konnte sie daneben Zeit im Grazer Landesarchiv und in der Landesbibliothek verbringen.

### Arbeit als Schriftstellerin
Von 1925 bis 1927 verfasste sie die Chronik der Burg und des Marktes Planina, die sie auch ins Slowenische übersetzte. Ab 1928 arbeitete sie an den Vorbereitungen von „Heut Grafen von Cilly und nimmermehr“. Daneben entstanden wie am Fließband über 30 Aufsätze, Erzählungen in Feuilleton-Form, für die Cillier Zeitung und die Deutsche Zeitung. Sie übersetzte zwei slowenische Dramen ins Deutsche: „Veronika Deseniška“ von Oton Župančič und „Hermann von Cilli“ von Anton Novačan. Noch 1933, sechs Monate vor ihrem Tod, stellte sie eine Novelle aus der Zeit der Französischen Revolution, „Die Erlebnisse des Philip Carmont“, fertig und schrieb den autobiografischen Roman „Reinhold der Grenzer“.
Ihr größtes Werk, den historischen Roman „Heut Grafen von Cilly und nimmermehr“, vollendete sie 1932. 1933 gelang es ihr mit Leykam in Graz einen Verleger zu finden, der das umfangreiche Werk mit 693 Seiten und 15 Bildtafeln noch im selben Jahr herausbrachte – zu spät, Wambrechtsamer war am 4. August 1933 im Alter von 36 Jahren verstorben. „Heut Grafen von Cilly und nimmermehr“ ist das einzige ihrer Werke, das längeren Bestand und ansehnliche Verbreitung gefunden hat. In der Übersetzung von Niko Kuret erlebte „Danes grofje celjski in nikdar več“ sechs Nachdrucke und eine Auflagenzahl, die bisher nur wenigen slowenischen Schriftstellern beschieden war.

### Die Grafen von Cilli
Der Roman ist eine einzige Antwort auf die Frage, warum die Cillier, nachdem sie ihren Einfluss auf ganz Mittel- und Südosteuropa ausgedehnt hatten, ausgestorben sind.
Das Geschlecht derer von Cilli starb 1456 mit der Ermordung Ulrichs II. in Belgrad aus. In einem Erbvertrag hatten einander die Cillier und die Habsburger beim Aussterben einer der beiden Familien den Übergang sämtlicher Besitzungen an die überlebende Familie zugesichert. Der im Titel des Buches zitierte Ausspruch wird dem kaiserlichen Gesandten zugeschrieben, der nach der Grablegung des letzten Cilliers mit seiner Lanze das Familienwappen vom Eingang der Familiengruft stieß.

## Werke (Auswahl)
- Heut Grafen von Cilly und nimmermehr
- Das Glücksspiel des Grafen von Tattenbach
- Die Chronik von Burg und Markt Planina
- Jung sterben (Gedicht)
- Anno Domini 1919 (Gedicht)
- Der letzte Graf von Cilli
- Graf Friedrich, Schirmherr der Stadt Cilli